# Carondelet, San Luis
Carondelet es un barrio de San Luis, Misuri, EE. UU.
Fue incorporada como ciudad independiente en 1851 y fue anexada por la ciudad de San Luis en 1870.

## Toponimia
Carondelet debe su nombre al barón Carondelet, gobernador de la Luisiana española. Además, a lo largo de los años ha recibido otros sobrenombres como Delor's Village, Catalan's Prairie, Louisbourg, Vide Poche y Sugarloaf.

## Historia
La población de Carondelet fue fundada en 1767, en época de la Luisiana española, en torno a la propiedad del militar de origen francés Clément Delor de Treget, nacido en Cahors, Quercy. El nombre de Poche Vide (bolsillo vacío, en francés) parece proceder del pago a cuenta en los molinos de harina o de la existencia en Caronderet de lugares de juego de cartas. Algunos de los edificios más antiguos de la ciudad de San Luis se encuentran en Carondelet.

En un censo de 1799 Carondelet se describió como "dos leguas por debajo de San Luis" y tenía una población de 181 residentes blancos y 3 esclavos africanos.

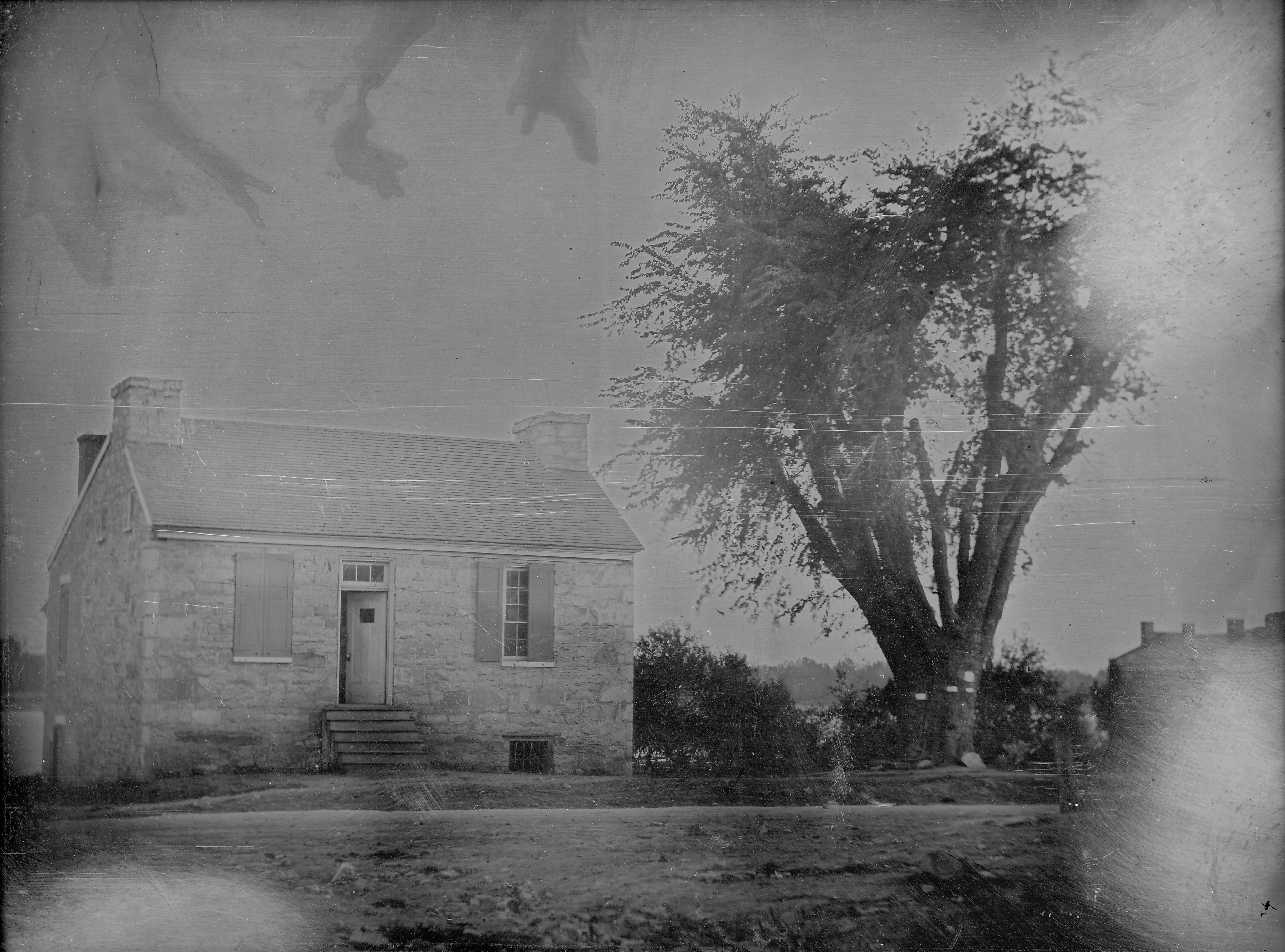
Palacio de justicia de Carondelet, 1860

Carondelet fue incorporada en 1832. Se fusionó con el primer barrio de San Luis bajo el nombre de South St. Louis en 1860, y se anexó a San Luis en 1870. 
En 1836 se fundó la congregación de origen francés de las Hermanas de San José de Carondelet. En 1840 comenzó la producción de perdigones de plomo procedente de la región minera del sureste de Misuri gracias a la línea férrea St. Louis, Iron Mountain and Southern Railway. De 1873 data la guardería fundada en el colegio Carondolet's Des Peres por Susan Blow, la primera guardería pública de los EE. UU.
Durante la guerra civil estadounidense los astilleros Union Marine Works, propiedad de James Buchanan Eads, produjeron más de treinta cañoneras acorazadas de la clase City para el ejército y la Armada de la Unión. Otras industrias históricas de Carondelet son la Hertz Metal Company (1870-1930) o la Provident Chemical Works (1876), actualmente propiedad de Israel Chemical Limited, la mayor productora de fosfatos a nivel mundial a finales del siglo XIX y todavía una referencia en su sector.
En la actualidad muchos de sus vecinos tienen orígenes franceses y alemanes. Se trata de un barrio con una importante zona industrial a lo largo del Río Misisipi. 